# Mara (Italia)
Mara (Mara in sardo) è un comune italiano di 527 abitanti della città metropolitana di Sassari, della regione del Meilogu. Dista circa 50 km sia da Alghero che da Sassari.

## Storia

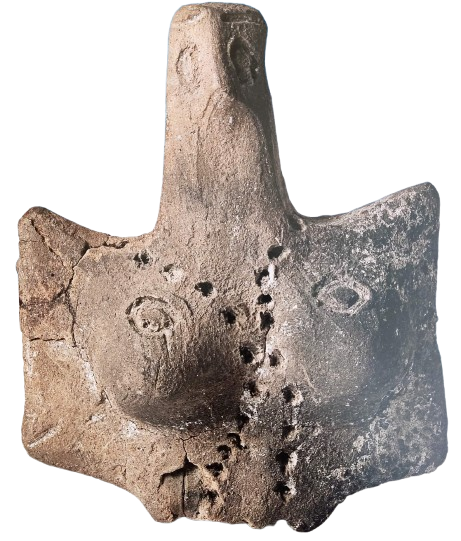
Dea Madre, Grotta Tintirriolu (Mara)

L'area fu abitata già nel Neolitico per la presenza di alcuni resti umani e di animali rinvenuti nelle grotte di Filiestru e di Sa Ucca de Su Tintirriolu, che hanno portato alla connotazione della cosiddetta Cultura di Bonu Ighinu, sviluppatasi nell'età neolitica media. Il territorio fu abitato poi in epoca nuragica per la presenza sul territorio di alcuni nuraghi.
L'abitato attuale sorse intorno al XIV secolo nei pressi del castello di Bonu Ighinu (detto anche di Bonvehì) costruito alla fine del XIII secolo dalla famiglia genovese dei Doria e venduto successivamente ai giudici di Arborea, e poi definitivamente ceduto da Eleonora d'Arborea agli Aragonesi, che dopo alterne vicende lo smantellarono nel 1432 per ordine del re di Aragona Alfonso V il Magnanimo. Nel 1436 venne formata la baronia di Bonvehì, concessa in feudo dallo stesso re a Pietro Ferrer, e Mara vi fu incorporata. Il paese passò più tardi (1790) agli Amat Manca Guiso, ai quali fu riscattato nel 1839 con la soppressione del sistema feudale voluta dai Savoia.

### Simboli
Lo stemma e il gonfalone del comune di Mara sono stati concessi con decreto del presidente della Repubblica del 25 gennaio 2005.
(D.P.R. 25.01.2005)
Il gonfalone è un drappo di bianco con la bordatura di rosso.

## Monumenti e luoghi d'interesse

### Architetture religiose

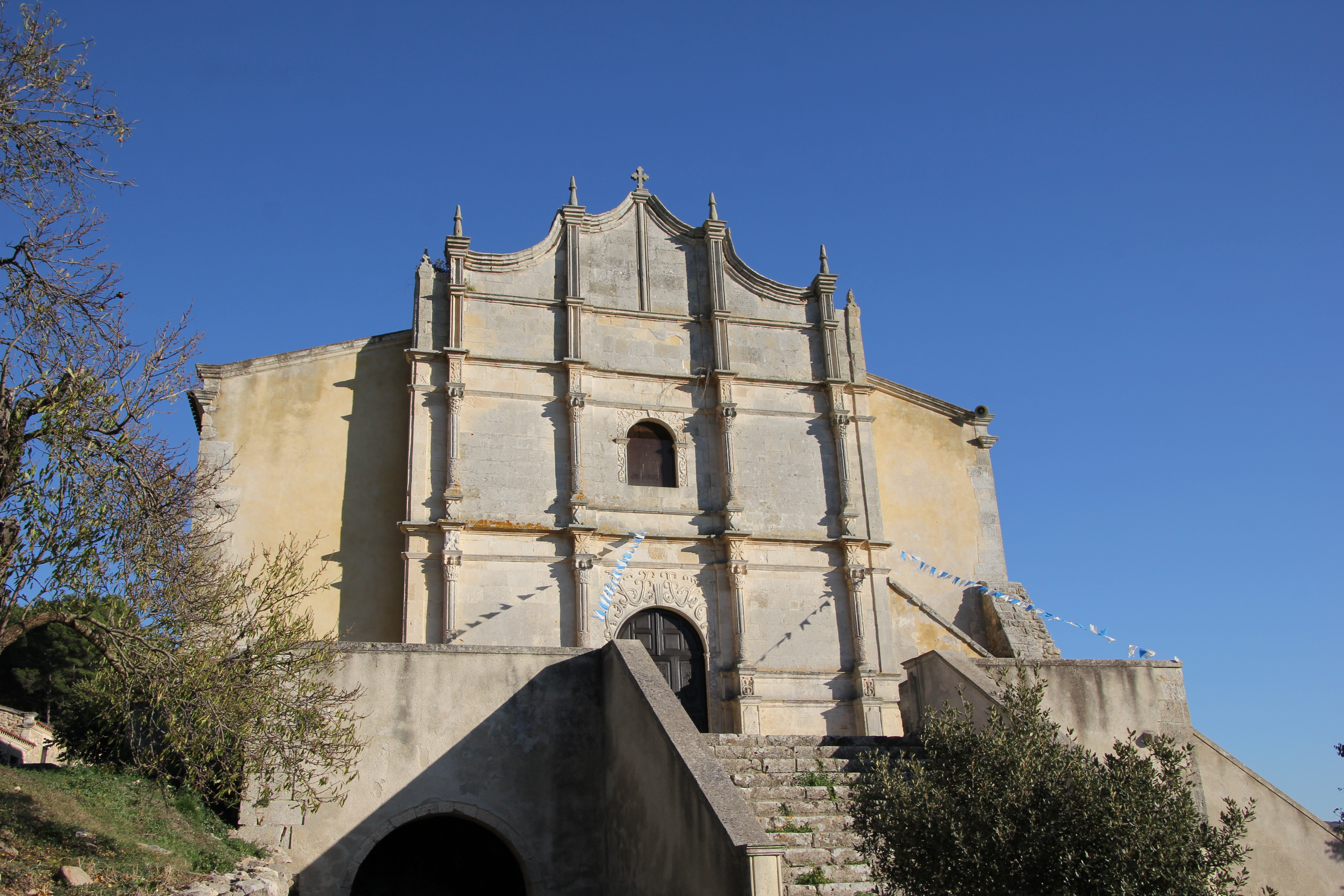
Nostra Signora di Bonu Ighinu

- Santuario di Nostra Signora di Bonu Ighinu
- Chiesa di San Giovanni Battista
- Chiesa di Santa Croce

### Architetture civili
- Ruderi del Castello di Bonvehì
- Sas cherinas

### Grotte
- Grotta di Sa Ucca de su Tintirriolu
- Grotta di Filiestru

## Società

### Evoluzione demografica
Abitanti censiti

### Lingua e dialetti
La variante del sardo parlata a Mara è quella logudorese settentrionale.

## Amministrazione
| Periodo         | Periodo         | Primo cittadino  | Partito                                | Carica  | Note   |
| --------------- | --------------- | ---------------- | -------------------------------------- | ------- | ------ |
| 23 aprile 1995  | 16 aprile 2000  | Giacomino Sale   | Sinistra                               | Sindaco | [ 7 ]  |
| 16 aprile 2000  | 8 maggio 2005   | Angelo Sanna     | lista civica                           | Sindaco | [ 8 ]  |
| 8 maggio 2005   | 30 maggio 2010  | Angelo Sanna     | lista civica                           | Sindaco | [ 9 ]  |
| 30 maggio 2010  | 31 maggio 2015  | Angelo Sanna     | lista civica "Solidali per Mara"       | Sindaco | [ 10 ] |
| 31 maggio 2015  | 26 ottobre 2020 | Salvatore Ligios | lista civica "Innovazione e Ripresa"   | Sindaco | [ 11 ] |
| 26 ottobre 2020 | in carica       | Paolo Chessa     | lista civica "Mara pro inchere umpare" | Sindaco | [ 12 ] |